# Strigoderma sulcipennis
Strigoderma sulcipennis är en skalbaggsart som beskrevs av Hermann Burmeister 1844. Strigoderma sulcipennis ingår i släktet Strigoderma och familjen Rutelidae.

## Underarter
Arten delas in i följande underarter:
- S. s. aequatorialis
- S. s. fastuosa
- S. s. fulgicollis
- S. s. sumtuosa
- S. s. nigripes
- S. s. insignis